# Consolidated PT-3
El Consolidated Model 2 fue un avión de entrenamiento biplano estadounidense de los años 20 del siglo XX, usado por el Cuerpo Aéreo del Ejército de los Estados Unidos, bajo la designación PT-3, y por la Armada estadounidense, bajo la designación NY-1.

## Desarrollo

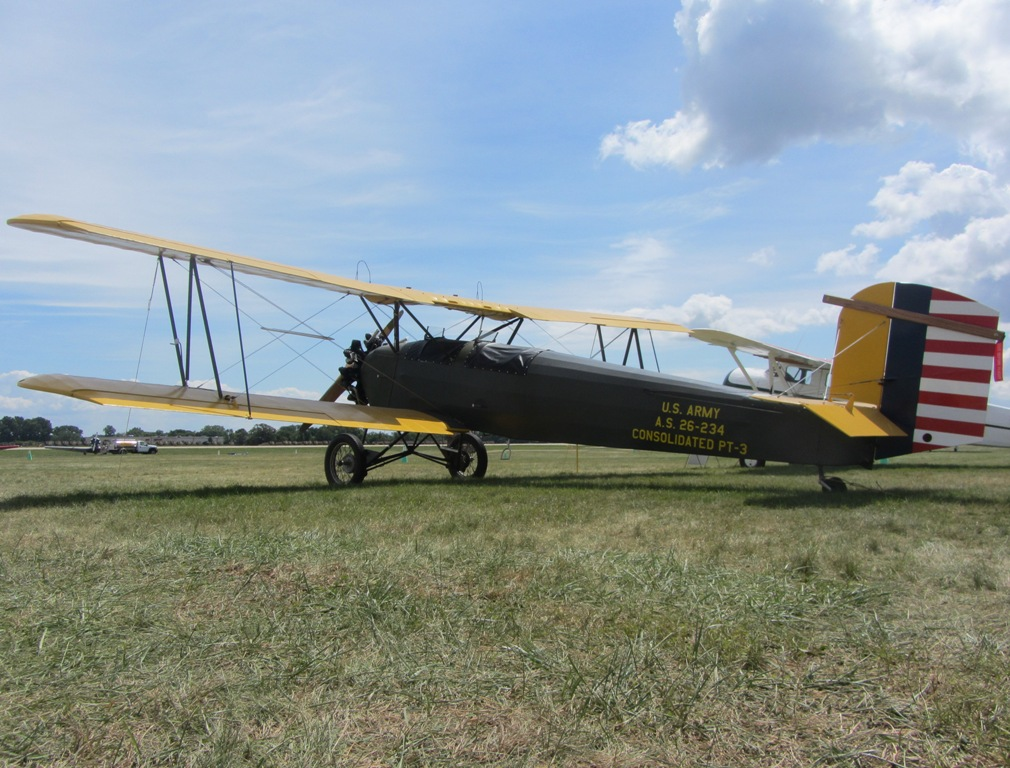
PT-3.

Viendo el éxito de la modificación NY-1 de la Armada realizada en una célula PT-1, el USAAC llegó a la conclusión de que el motor radial era ideal para un entrenador. Era fiable y ofrecía una buena relación de potencia-peso. De este modo, una célula PT-1 fue completada como XPT-2 con un motor radial Wright J-5 Whirlwind de 164 kW (220 hp).
El XPT-3 era casi idéntico al XPT-2, excepto por la cola, paneles alares revisados y forma diferente. Se ordenaron 130 aeronaves PT-3 de producción en septiembre de 1927, siendo una completada como XO-17. Estas fueron seguidas por 120 aeronaves PT-3A con cambios menores. El XPT-3 se convirtió en el XPT-5 cuando fue equipado con el motor radial Curtiss R-600-1 Challenger de seis cilindros en dos filas, pero al poco tiempo fue convertido al estándar PT-3.
Los aparatos PT-3 fueron reemplazados por el Boeing Stearman PT-13 a comienzos de 1937, pero una cantidad todavía estaba operativa con la Spartan Flying School en Tulsa, Oklahoma, a mitad de la Segunda Guerra Mundial.

## Variantes
XPT-2
Una célula PT-1 con motor radial Wright J-5 (R-790) de 160 kW (220 hp), envergadura de 10,5 m, largo de 8,6 m, peso cargado de 1100 kg.
XPT-3
Una célula PT-1 con paneles alares revisados (alas Clark "Y") y cola vertical diferente, envergadura de 10,5 m, largo de 8,6 m, peso cargado de 1106 kg.
PT-3
130 construidos, uno completado como prototipo del XO-17, peso cargado de 1125 kg.
PT-3A
120 construidos con actualizaciones menores, motor Wright J-5, peso cargado de 1103 kg.
XPT-4
No construido, iba a ser un PT-3 desarrollado con el motor experimental Fairchild-Caminez 447C.
XPT-5
La célula del XPT-3 fue equipada temporalmente en 1929 con el motor radial Curtiss R-600-1 Challenger de seis cilindros en dos filas; más tarde fue convertida al estándar PT-3.

## Operadores
Argentina
- Fuerza Aérea Argentina: un PT-3.

 Brasil
- Aviación Naval Brasileña: un PT-3, número de serie 434.

 Cuba
- Fuerza Aérea de Cuba: cuatro PT-3.

 Estados Unidos
- Cuerpo Aéreo del Ejército de los Estados Unidos
- Armada de los Estados Unidos
- Cuerpo de Marines de los Estados Unidos

 México
- Puede haber sido vendida a México una pequeña cantidad de aparatos.

 Perú
- Fuerza Aérea del Perú: un PT-3.

## Especificaciones (PT-3)
Referencia datos: "United States Military Aircraft Since 1908" by Gordon Swanborough & Peter M. Bowers (Putnam Newy York, ISBN 0-370-00094-3) 1977, 675 pp.

### Características generales
- Tripulación: Dos (alumno e instructor)
- Longitud: 8,6 m (28,1 ft)
- Envergadura: 10,5 m (34,5 ft)
- Altura: 3,1 m (10,2 ft)
- Superficie alar: 27,9 m² (300 ft²)
- Peso vacío: 810 kg (1785,2 lb)
- Peso máximo al despegue: 1125 kg (2479,5 lb)
- Planta motriz: 1× motor radial de nueve cilindros refrigerado por aire Wright R-790-AB.
  - Potencia: 164 kW (226 HP; 223 CV)

### Rendimiento
- Velocidad máxima operativa (Vno): 164 km/h (102 MPH; 89 kt)
- Velocidad crucero (Vc): 130 km/h (81 MPH; 70 kt)
- Alcance: 483 km (261 nmi; 300 mi)
- Techo de vuelo: 4267 m (13 999 ft)
- Régimen de ascenso: 3,3 m/s (650 ft/min)

## Aeronaves relacionadas

### Desarrollos relacionados
- Consolidated PT-1 Trusty
- Consolidated O-17 Courier
- Consolidated PT-11

### Secuencias de designación
- Secuencia Numérica (interna de Consolidated): 1 - 2 - 7 - 8 - 9 →
- Secuencia PT-_ (Entrenadores Primarios del USAAC/USAAF, 1925-1948): PT-1 - PT-2 - PT-3 - PT-4 - PT-5 - PT-6 - PT-7 - PT-8 →